# Municipio de Gray (Pensilvania)
El municipio de Gray (en inglés: Gray Township) es un municipio ubicado en el condado de Greene en el estado estadounidense de Pensilvania. En el año 2000 tenía una población de 236 habitantes y una densidad poblacional de 28 personas por km².

## Geografía
El municipio de Gray se encuentra ubicado en las coordenadas 39°56′00″N 80°22′14″O / 39.93333, -80.37056.

## Demografía
Según la Oficina del Censo en 2000 los ingresos medios por hogar en la localidad eran de $26,250 y los ingresos medios por familia eran de $30,500. Los hombres tenían unos ingresos medios de $33,125 frente a los $12,500 para las mujeres. La renta per cápita de la localidad era de $13,584. Alrededor del 10,3% de la población estaba por debajo del umbral de pobreza.